# Exalphus leuconotus
Exalphus leuconotus är en skalbaggsart som först beskrevs av Thomson 1860.  Exalphus leuconotus ingår i släktet Exalphus och familjen långhorningar. Inga underarter finns listade i Catalogue of Life.